# 汉金森 (北达科他州)
汉金森（英語：Hankinson），是美国北达科他州下属的一座城市。根据2010年美国人口普查，该市有人口919人。2011年估计该市有人口913人，相对于2010年，增长率为?0.65%。